# Il carnefice rosso
Il carnefice rosso (Der rote Henker) è un film muto del 1920 diretto da Rudolf Biebrach.

## Trama
Parigi, ai tempi di Luigi XIII. Marion Delorme è una rivale della celebre Madame Du Barry, una bella cortigiana dai numerosi ammiratori alla quale vengono dedicati sonetti e poesie.

## Produzione
Il film fu prodotto da Paul Davidson per la Projektions-AG Union (PAGU).

## Distribuzione
Distribuito dalla Frankfurter Film-Co. GmbH, fu proiettato in prima a Berlino il 17 gennaio 1920.
In Italia, distribuito dalla Monopolio, il film uscì con visto di censura 15211 del luglio 1920, approvato con riserva: 1ª) Nella prima parte, attenuare ed abbreviare la scena d'amore in casa di Marion (sera ed alba), specialmente tagliando i quadri dei lunghi e lascivi baci. 2ª) Nella terza parte sopprimere il finale cioè la scena in cui Laffemas trascina Marion verso la sua stanza da letto..